# Samcówka
Samcówka – przysiółek wsi Zebrzydowice w Polsce, położony w województwie małopolskim, w powiecie wadowickim, w gminie Kalwaria Zebrzydowska.
W latach 1975–1998 przysiółek położony był w województwie bielskim. Samcówka leży na Pogórzu Wielickim (położona 280–350 m n.p.m.).